# Heizmannia macdonaldi
Heizmannia macdonaldi är en tvåvingeart som beskrevs av Mattingly 1957. Heizmannia macdonaldi ingår i släktet Heizmannia och familjen stickmyggor. Inga underarter finns listade i Catalogue of Life.